# Сферіндр
Сфериндр — це чотиривимірне геометричне тіло, отримане прямим добутком 3-кулі й відрізка.
Сфериндр є гіперпризмою, підстави у якій — 3-кулі (внутрішні області 2-сфери).
Сфериндр є одним з аналогів циліндра в чотиривимірному просторі(див. кубіндр, дуоциліндр).

## Основні формули
r — радіус основи (радіус сфери)
h — висота
Обсяг тривимірної бічної поверхні:
{\displaystyle V=4\pi r^{2}h}
Обсяг повної тривимірної поверхні:
{\displaystyle V=4\pi r^{2}h+{\frac {8}{3}}\pi r^{3}}
Гіперобсяг:
{\displaystyle V_{4}={\frac {4}{3}}\pi r^{3}h}